# کوکیچی کیمورا
کوکیچی کیمورا (انگلیسی: Kokichi Kimura؛ زادهٔ ۱۲ ژوئیهٔ ۱۹۶۱) بازیکن فوتبال اهل ژاپن است.کوکیچی کیمورا در کل دوران حرفه‌ای خود،در ۵۴ بازی،موفق به زدن ۸ گل شد.
از باشگاه‌هایی که در آن بازی کرده‌است می‌توان به باشگاه فوتبال یوکوهاما مارینوس اشاره کرد.